# 臺中市第一期市地重劃區
臺中市第一期市地重劃區(簡稱一期重劃區，官方稱一期大智市地重劃)位於臺灣臺中市東區，為臺中市第一個進行市地重劃的區域，面積不大，具有試驗性質。該區重劃前多為稻田農地，三合院散布其中，無公共設施，經由重劃後，健全公共設施定帶動地方發展。
原本本重劃區可與麻園頭市地重劃同時辦理，惟市府人手不足，須擇一優先，臺灣省政府認為麻園頭市地重劃較為理想，並表示本區未來發展不大，但臺中市府已規劃優先辦理此區，經多次交涉後，臺灣省政府指示優先辦理此區，經費由市府以透支方式因應，此區因而成為臺中市首個重劃區，範圍多數位於東橋里，少部分落於東興里。

## 地理範圍
- 東：大興街
- 南：仁和路、建興街、建智街各一部分
- 西：立德街
- 北：建德街

## 簡介
臺中市政府進行市地重劃前，該區為稻田，三合院散布其中，無公共設施。重劃後規劃道路、橋梁、溝渠，便捷該區交通，並提供建築用地，增加居住空間，有效疏散臺中市中心過度集中的人口，也使一期重劃區內衛生環境容易維持。
- 重劃後段別名稱：頂橋子頭

## 地區建設
政府機關
- 臺中市政府地方稅務局大智分局

醫療與教育
- 臺中市東區大智國民小學

## 交通

### 主要道路
- 仁和路
- 大智路
- 大興街

### 大眾運輸
| 路線號碼 | 營運區間                       | 經營業者   | 備註                       |
| -------- | ------------------------------ | ---------- | -------------------------- |
| 7        | 臺中一中－長億高中－永成公園   | 東南客運   | 重劃區內走大智路。         |
| 18       | 朝馬轉運站－大智公園           | 中台灣客運 | 重劃區內走仁和路。         |
| 19       | 慈濟醫院－旱溪－國立臺灣美術館 | 仁友客運   | 重劃區內走大智路。         |
| 60       | 坪頂－大智公園                 | 臺中客運   | 重劃區內走大智路、仁和路。 |
| 284      | 臺中車站－修平科技大學         | 臺中客運   | 重劃區內走仁和路。         |

## 外部連結
- 臺中市政府
- 臺中市政府地政局